# Lieutenant-général des armées navales
Der Lieutenant-général des armées navales war ein militärischer Dienstgrad der französischen Marine während des Ancien Régime.

## Geschichte

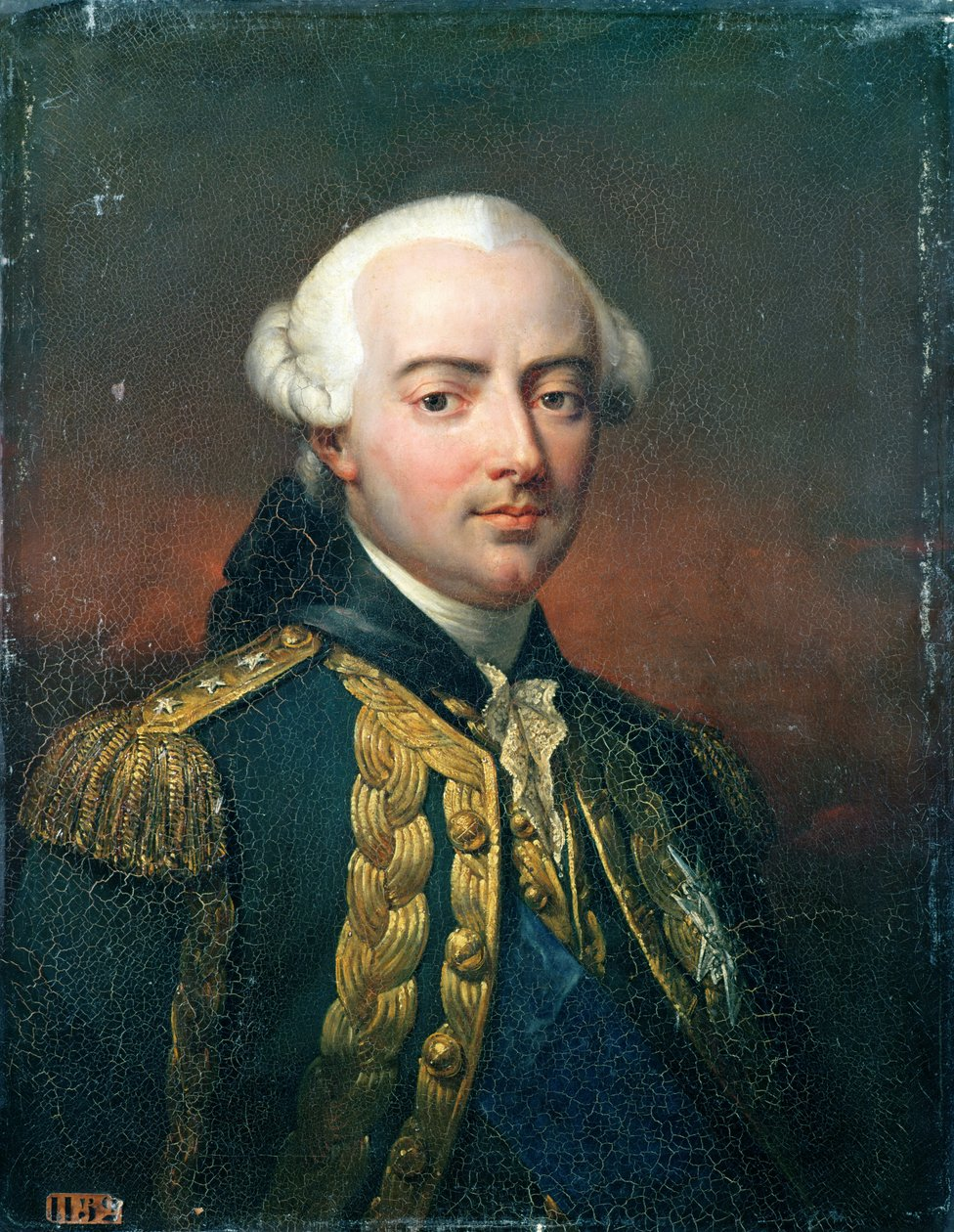
Charles Henri d’Estaing mit dem Dienstgradabzeichen (Drei Sterne) eines Lieutenant-général

Der Rang eines Lieutenant-général des armées navales wurde 1652 durch Kardinal  Mazarin als Stellvertreter des Befehlshabers der Flotte du Ponant eingeführt. Diesem folgte 1654 die gleiche Dienststellung für die Flotte du Levant. Der Rang entsprach im französischen Heer dem Lieutenant-général des armées.
Der Lieutenant-général bildete zusammen mit dem nächstniedrigeren Chef d’escadre des armées navales einen von zwei Admiralsrängen, welcher für die direkte Führung von Flottenverbänden verantwortlich war. Als Dienstgradabzeichen führte ein Offizier im entsprechenden Rang ab Mitte der 1770er Jahre drei fünfzackige Sterne auf seinen Schulterstücken. Im Jahr 1791 wurde die Bezeichnung des Ranges in Vice-amiral geändert.
Entsprechende Ränge in anderen Ländern waren der Teniente General (Spanien) und Vice Admiral (England/Großbritannien).

## Bekannte Offiziere im Rang
- René Duguay-Trouin (1673–1736)
- François Joseph Paul de Grasse (1722–1788)
- Louis-Philippe de Rigaud de Vaudreuil (1724–1802)

## Bemerkungen
1. ↑   Bei den Rängen bzw. Posten des Amiral de France und des Vice-amiral du Ponat bzw. Vice-amiral du Levant handelte es sich nicht um Flottenoffiziere, sondern Kronoffiziere. Beim 1765 eingeführten Brigadier des armées navales (1 Stern) handelte es sich wie beim britischen Commodore nicht um einen Admiralsrang.